# Joaquín Blázquez Garcés
Joaquín Blázquez Garcés (n. Barcelona; 6 de octubre de 1946 - f. 1986) fue un historietista español.
Su vida ha sido reflejada en el documental Melvin contra E.T. (2009).

## Biografía
Con trece años creó su primer trabajo profesional para la agencia Bardon Art, y con 18 y para Ediciones Galaor, su primera serie: “Buffalo Bill”.
En 1971 alquiló con su mujer Conchita Valle un piso en Premiá de Mar.
Tres años después, empezó a publicar en las revistas de Warren Publishing a través de Selecciones Ilustradas. De esta forma, continuó en "Eerie" y con guiones de Steves Skeates la serie The Mummy Walks que había iniciado Jaime Brocal Remohí. También dibujó historietas cortas para "Vampirella", entre las que destaca Then one foggy Christmas Eve.
En 1977, trabajó en la efímera revista Eh! de Editorial Garbo y volvió a desarrollar series románticas para Bardon Art. Se alejó luego del mundo del cómic por una depresión nerviosa hasta que, a finales de 1978, inició una nueva serie para el mercado alemán. En 1982 se estrenó la película “E.T., el extraterrestre”, cuyo protagonista es muy similar a un personaje, de nombre Melvin, que había creado para la historieta antes citada de Vampirella. Durante sus últimos años, Joaquín Blázquez reclamó en vano derechos de autor a Steven Spielberg sin conseguirlo, muriendo en 1986 por un derrame cerebral motivado por la mezcla de medicamentos y alcohol.